# Carin Kjellman
Carin Rigmor Margaretha Kjellman, född 2 oktober 1950 i Ulricehamn, är en svensk sångerska, kompositör och programledare.

## Biografi
Kjellman, som är dotter till konstnären Rune Kjellman och Ingrid Svensson,  adopterades av Marianne Kjellman. Hon studerade musikvetenskap vid Göteborgs universitet, och bildade under den tiden duo tillsammans med Ulf Gruvberg (1970), sedan 1972 folkrockgruppen Folk och rackare, och debuterade som solist med egna texter och musik 1985. Hon har medverkat i radio- och TV-program och genomfört turnéer i Europa, bland annat Tyskland, Nederländerna, Belgien, Frankrike och Finland. 
Hon var sommarvärd i Sveriges Radio 23 juli 1982, och har varit programledare för programmen Felicia och Klingan i Sveriges Radio P2.
Kjellman var tidigare sambo med Ulf Gruvberg, men är numera gift med Basse Wickman.

## Diskografi i urval
- Med rötter i medeltiden (tillsammans med Ulf Gruvberg, 1974)
- Folk och rackare (1976)
- Rackarspel (Folk och rackare, 1978)
- Anno 1979 (Folk och rackare, 1979)
- Stjärnhästen (Folk och rackare, 1981)
- Carin Kjellman (1985)
- Rackbag (Folk och rackare, 1986)

## Priser och utmärkelser
- 2010 – Stipendiet till Ulf Peder Olrogs minne av Sveriges kompositörer och textförfattare (SKAP)
- 2012 – Svenska Vispriset av Riksförbundet Visan i Sverige.[4]